# Irwin Allen
Irwin Allen (Nova York, 12 de juny de 1916 − Santa Monica, Califòrnia, 2 de novembre de 1991) va ser un director, productor i guionista estatunidenc. És conegut per les seves pel·lícules de catàstrofes.

## Biografia[1]
Els seus crèdits cinematogràfics inclouen la pel·lícula en 3-D Dangerous Mission  (1954),  The Animal World  (1956), la crítica panoràmica  The Story of Mankind  (1957),  El gran circ  (1959),  The Lost World  (1960),  Voyage to the Bottom of the Sea  (1961), que més tard es va convertir en la base de la seva sèrie de televisió del mateix nom, i  Five Weeks in a Balloon  (1962).
En la dècada de 1970, Allen va tornar a les pantalles de cinema i era el nom popular que més s'associa amb la moda del gènere de pel·lícules de desastres.
Allen va produir The Poseidon Adventure (1972) i  The Towering Inferno  (1974), que també va codirigir. Ha produït diverses pel·lícules de televisió de desastres: Flood! (1976), Fire! (1977), Hanging by a Thread  (1978) i The Night the Bridge Fell Down and Cave In! (1979). Va produir i va dirigir  The Swarm  (1978),  Beyond the Poseidon Adventure  (1979) i va produir  When Time Ran Out  (1980).
En la dècada dels 60, Irwin Allen va ser responsable de sèries de televisió com:
- Voyage to the Bottom of the Sea
- Lost in Space
- The Time Tunnel
- Land of the Giants
- The Swiss Family Robinson ' (1975â??1976)
- Code Red (1981-1982)

A finals de 1970 i mitjans de 1980, Allen va tornar esporàdicament a la televisió amb la minisèrie The Return of Captain Nemo/The Amazing Captain Nemo (1978) i la seva versió d’Alice in Wonderland (1985). Estava pensant a fer un musical de Pinotxo, però problemes de salut van dur-lo a una jubilació anticipada el 1986.
Va aconseguir un Oscar al millor director pel film The Sea Around Us

## Filmografia[3]

### Productor
- 1950: On viu el perill (Where Danger Lives)
- 1951: Double dynamite
- 1952: The Sea Around Us
- 1952: A Girl in Every Port
- 1954: Dangerous Mission
- 1956: The Animal World
- 1957: The Story of Mankind
- 1959: El gran circ (The Big Circus)
- 1960: The Lost World
- 1961: Voyage to the Bottom of the Sea
- 1962: Five Weeks in a Balloon
- 1964: Voyage to the Bottom of the Sea (sèrie TV)
- 1965: Lost in Space (sèrie TV)
- 1966: The Time Tunnel (sèrie TV)
- 1968: The Man from the 25th Century (TV)
- 1968: Land of the Giants (sèrie TV)
- 1971: City Beneath the Sea (TV)
- 1972: L'aventura del Posidó (The Poseidon Adventure)
- 1974: El colós en flames (The Towering Inferno)
- 1975: Adventures of the Queen (TV)
- 1975: The Swiss Family Robinson (TV)
- 1976: Time Travelers (TV)
- 1976: Flood! (TV)
- 1977: Fire! (TV)
- 1978: The Return of Capità Nemo (TV)
- 1978: The Swarm
- 1979: Hanging by a Thread (TV)
- 1979: Beyond the Poseidon Adventure
- 1980: When Time Ran Out...
- 1980: The Memory of Eva Ryker (TV)
- 1981: Code Red (TV)
- 1982: Aliens from Another Planet (TV)
- 1983: The Night the Bridge Fell Down (TV)
- 1983: Cave-In! (TV)
- 1985: Alice in Wonderland (TV)

### Guionista
- 1952: The Sea Around Us
- 1956: The Animal World
- 1957: The Story of Mankind
- 1959: El gran circ (The Big Circus)
- 1960: The Lost World
- 1962: Five Weeks in a Balloon

### Director
- 1952: The Sea Around Us
- 1956: The Animal World
- 1957: The Story of Mankind
- 1960: The Lost World
- 1961: Voyage to the Bottom of the Sea
- 1962: Five Weeks in a Balloon
- 1968: The Man from the 25th Century (TV)
- 1969: City Beneath the Sea[4] (TV)
- 1978: L'eixam (The Swarm)
- 1979: Més enllà de l'aventura del Posidó (Beyond the Poseidon Adventure)

## Premis i nominacions
Premis
- 1953: Oscar al millor documental per The Sea Around Us

Nominacions
- 1975: Oscar a la millor pel·lícula per The Towering Inferno